# U.S. Open Cup de 1992
A U.S. Open Cup de 1992 foi a 79ª temporada da competição futebolística mais antiga dos Estados Unidos. Brooklyn Italians entra na competição defendendo o título.
O campeão da competição foi o San Jose Oaks, conquistando seu segundo título, e o vice campeão foi o Bridgeport Vasco da Gama.

## Participantes
| Entram na Primeira Fase |
| - Bavarian Leinenkugel - Bridgeport Vasco da Gama - Chicago Italian-American Maroons - Fairfax Spartans - FC Dallas (LSSA) - Dallas Rockets - Flamengo SC - Galveston Norte America - Indianapolis Inferno SC - Kells Celtic - New York Greek Americans - Philadelphia United German-Hungarians - San Jose Oaks - Santa Barbara - St. Louis Scott Gallagher - St. Petersburg Kickers |

## Confrontos

### Semifinais Regionais
- I Bridgeport Vasco da Gama (CT) 2-1 New York Greek Americans (NY)
- I Fairfax Spartans (VA) 3-1 Philadelphia United German Hungarians (PA)
- II Indianapolis Inferno SC (IN) 5-2 Bavarian Leinenkugel SC (WI)
- II St. Louis Scott Gallagher (MO) 1-0 Chicago Italian-American Maroons (IL)
- III Dallas Rockets (TX) 5-0 Galveston Norte America (TX)
- III FC Dallas (TX) 1-0 St. Petersburg Kickers (FL)
- IV Kells Celtic (OR) 2-0 Flamengo SC (UT)
- IV San Jose Oaks (CA) 2-0 Santa Barbara (CA)

### Finais Regionais
- I  Fairfax Spartans (VA) 0-1 Bridgeport Vasco da Gama (LISA)
- II Indianapolis Inferno SC (IN)  2-0 St.Louis Scott Gallagher (MO)
- III Dallas Rockets (USISL) 2-1 FC Dallas (LSSA)
- IV San Jose Oaks (SFDML) 3-0 Kells Celtic (OR)

### Semifinais
- Bridgeport Vasco da Gama 2-0 Dallas Rockets
- San Jose Oaks 3-1 Indianapolis Inferno SC

### Final
- San Jose Oaks 2-1 Bridgeport Vasco da Gama

## Premiação
| U.S. Open Cup de 1992             |
| --------------------------------- |
| SAN JOSE OAKS Campeão (1º título) |